# Neuhof (Sundhagen)
Neuhof ist ein Ortsteil der Gemeinde Sundhagen im Landkreis Vorpommern-Rügen.

Neuhof zwischen 1880 und 1920

## Geografie und Verkehr
Neuhof liegt 19 Kilometer nordöstlich der Stadt Grimmen, 9 Kilometer südlich von Stralsund und 23 Kilometer nordwestlich von Greifswald. Westlich verläuft die ehemalige Bundesstraße 96, die jetzige Bundesstraße 105, daneben die vierstreifig ausgebaute Autostraße B 96. Weiter westlich des Ortes verläuft seit 1863 die Bahnstrecke Greifswald–Stralsund.
Im östlich des Ortes verlaufenden Bachtal wurde Torf abgebaut und weiter nördlich waren mehrere Lehmgruben, die das Material für die Ziegelei lieferten. Auch in der Senke vor dem Burgwall waren eine Reihe von Torfstichen angelegt.

## Geschichte
Die frühzeitige Besiedlung wird durch den slawischen Neuhofer Burgwall auf dem Geländesporn am Strelasund archäologisch mit vielen Funden nachgewiesen. Er ist als Bodendenkmal von regionaler Bedeutung registriert.
Im Gegensatz dazu wurde Neuhof nicht in den pommerschen Urkunden bis Mitte des 14. Jahrhunderts aufgeführt. Auch die schwedischen Matrikelkarten von 1696 kennen den Ort nicht, obwohl an seiner Stelle ein Gebäude dargestellt ist, aber es wurde als Teil (Abbau) von Brandshagen angesehen.
Erst im preußischen Urmesstischblatt (PUM) von 1835 taucht der Ortsname auf. Dort ist südlich ein Gehöft mit der Bezeichnung „Stralsunder Pachthof“, nördlich ein größerer Hof und dazwischen ein Wohnplatz aufgezeichnet. Weiter nördlich vom Ort befand sich in 850 Meter Entfernung die Neuhofer Ziegelei und bei 1200 Meter der Neuhofer Fischerkaten am Sundufer.
1871 hatte Neuhof 9 Wohnhäuser mit 18 Haushaltungen und 134 Einwohner, 1867 waren es nur 132. Alle waren Mitglied der evangelischen Konfession.
Im Messtischblatt (MTB) von 1880 zeigt sich ein großes Gut mit östlichem Park und ein langgezogene Katenzeile südlich des Gutes. Der genannte Pachthof ist verschwunden. Auch die nördliche Ziegelei und das Fischerhaus ist abgeräumt, bzw. beide Einrichtungen wurden verlegt. Die Ziegelei wurde groß und kompakt am nördlichen Strelasundufer aufgebaut, auch der Fischerkaten wurde zwischen der neuen Ziegelei und dem Burgwall wieder aufgebaut. Zusätzlich wurde eine Straße vom Gut zum Sundufer gebaut, die besonders für die Ziegelei wichtig war.
Bis nach 1920 änderte sich erstaunlicherweise nichts.
Nach dem Zweiten Weltkrieg und der Bodenreform in der Sowjetischen Besatzungszone wurde die Struktur des Dorfes verändert. Herrenhaus und Park bleiben erhalten, alle Wirtschaftsgebäude wurden abgeräumt. Im Dorf, in Richtung Middelhagen und auch in Richtung Ziegelei entstanden Neubauerngehöfte. Das Fischerhaus verschwand, die Ziegelei aber wurde noch bis in die 1960er Jahre weiter betrieben. Dann befand sich dort das zentrale Ferienlager des damaligen Kreises Grimmen. Teile der Ziegelei wurden abgeräumt. Das Gebiet um die Ziegelei ist von Ton- und Lehmgruben durchzogen.
An der Ziegelei ist der Festlandabgang der Strelasund-Freileitungskreuzung der 110-kV-Stromleitung zur Insel Rügen aufgebaut worden.
Nach 1990 entstanden an der ehemaligen Ziegelei eine große und eine kleine Marina. Die Ziegeleigebäude wurden zu Serviceeinrichtungen und zu Lagergebäuden für die Wintereinlagerung der Boote. Vor dem Ziegeleigelände wurde ein neues Wohngebiet aufgebaut.
Neuhof gehörte zur Gemeinde Brandshagen. Diese schloss sich am 7. Juni 2009 mit den Gemeinden Behnkendorf, Horst, Kirchdorf, Miltzow, Reinberg und Wilmshagen zur neuen Gemeinde Sundhagen zusammen.

## Sehenswürdigkeiten
- Ziegeleigelände
- Katen in der Ortslage Neuhof
- Burgwall Neuhof

→ Siehe auch Liste der Baudenkmale in Sundhagen